# Atlantiden (Volk)
Atlantiden (von franz. l'Atlantide, „Atlantis“), Atlantier oder Atlanter (antiquiert auch: Atlantiner) sind in der Literatur übliche Bezeichnungen für ein fiktives Volk, das die erstmals in der Antike von Platon in den Dialogen Kritias und Timaios beschriebene mythische Insel Atlantis bewohnt haben soll.